# Alectryon glaber
Alectryon glaber là một loài thực vật có hoa trong họ Bồ hòn. Loài này được (Blume) Radlk. mô tả khoa học đầu tiên năm 1879.